# Ophyiulus renosensis
Ophyiulus renosensis är en mångfotingart som beskrevs av Jean-Paul Mauriès 1969. Ophyiulus renosensis ingår i släktet Ophyiulus och familjen kejsardubbelfotingar. Inga underarter finns listade i Catalogue of Life.